# Joseph Rous
|  | Per a altres significats, vegeu «Joseph Rous (resistent)». |

Joseph Rous (Prada de Conflent, 28 de maig del 1881 - Acs, 30 de juliol del 1974) va ser un polític nord-català, diputat del 1932 al 1942.

## Biografia
Era fill de Louis Rous, un majorista d'alimentació que seria alcalde de Prada del 1919 al 1923. Es titulà en Dret a Tolosa de Llenguadoc el 1903, i s'hi doctorà el 1908; els anys 1906 i 1907 hi havia estat secretari de la unió d'estudiants. Després d'inscriure's com a advocat als tribunals de Reims, ho va fer al Tribunal de París; i a aquesta darrera ciutat al febrer del 1911 s'adherí a la Secció Francesa de la Internacional Obrera (SFIO). Combaté a la primera guerra mundial en el 53è batalló d'infanteria: fou ferit, i se'l distingí amb cinc citacions a l'ordre de l'exèrcit i amb el títol de cavaller de la Legió d'Honor per mèrits militars. De tornada a Prada, entrà a la secció local del SFIO i contribuí a la reconstitució del partit socialista de després del congrés de Tours. Va ser elegit regidor (1925, 1929 i 1931), Conseller General del cantó de Prada (1931), i el 1932 obtingué escó de diputat a l'Assemblea Nacional. Nomenat president del sindicat del canal de Boera (Clarà i Villerac), contribuí en bona part al desenvolupament del regadiu rossellonès.
Les lluites intestines al si del comitè departamental de la SFIO enfrontaren el Cercle d'Avant-Garde representat per Rous, i on breument també hi formà Adrien Rubirola, contra un corrent encapçalat per Joan Payrà l'any 1935. Rous fou exclòs del partit a l'octubre del 1936
Després de ser reelegit diputat el 1936, Rous defensà la causa republicana durant la guerra civil espanyola. El 10 de juliol del 1940 va ser un dels pocs parlamentaris que van votar contra l'atorgament de plens poders a Pétain; el triomf d'aquesta reforma constitucional obrí la porta al règim de Vichy col·laboracionista amb els invasors alemanys. Per aquest fet, com Louis Noguères, Georges Pézières i altres del "80 de Vichy", va ser estretament vigilat per la policia fins a la fi de la guerra. Després de l'Alliberament, Rous va ser novament Conseller General pel Cantó de Prada, des del 1949 fins que es retirà el 1955.
Prada li dedicà un carrer. A Perpinyà, una avinguda en porta el nom, però podria fer referència a un altre Rous.
El seu nebot Jean Rous (Prada, 1908 - Perpinyà, 1985) va ser advocat, periodista i escriptor.